# بوب بروكماير
روبرت إدوارد "بوب" بروكماير (بالإنجليزية: Robert Edward "Bob" Brookmeyer، وُلد 19 ديسمبر 1929) كان عازف ترمبون جاز وعازف بيانو وملحن وموزع موسيقي. وُلد في كانساس سيتي، ميزوري، ونال أول شهرة عامة له كعضو في ربعاية جيري موليغان بين عامي 1954 و1957. حصل على 8 ترشيحات لجائزة غرامي خلال حياته.

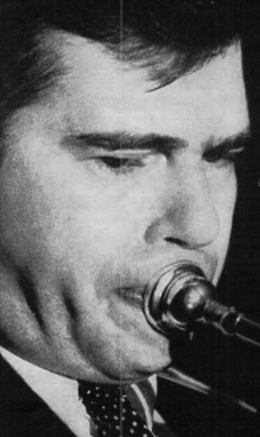
بوب بروكماير

## السيرة الذاتية
وُلد بروكماير في 19 ديسمبر 1929 في كانساس سيتي، ميزوري في الولايات المتحدة. كان الولد الوحيد لإلمر إدوارد بروكماير ومايمي سيفرت. بدأ العزف بشكل مهني في سن المراهقة. التحق بمعهد كانساس سيتي للموسيقى، لكنه لم يتخرج. وفي خمسينيات القرن الماضي عزف في فرق موسيقية صغيرة برئاسة ستان جيتز، جيمي جيوفري وجيري موليغان. خلال الخمسينيات والستينيات كان يعزف في نوادي الجاز في نيويورك، في التلفزيون الأمريكي وفي تسجيلات الأستوديو.
وفي الستينيات عزف مع عازف البوق الجناحي كلارك تيري وانتقل إلى لوس أنجلوس، كاليفورنيا، وأصبح عازف أستوديو بدوام كامل. وخلال الثمانينيات قدم عروضه مع فرق الجاز في مختلف أنحاء أوروبا، وأسس وأدار مدرسة موسيقى في هولندا. كما علّم في معهد نيو إنغلاند للموسيقى في بوسطن، ماساتشوستس، وفي مؤسسات أخرى.
وفي عام 2006 أصدر ألبومه الثالث الذي يحمل اسم "سبيريت ميوزيك" (Spirit Music)، والذي كان مرشحًا لجائزة غرامي. وفي نفس العام، تم تكريم بروكماير كـ"مايسترو جاز" من قبل مؤسسة الفنون الوطنية.
توفي في 15 ديسمبر 2011 بسبب قصور القلب، في نيو لندن، نيوهامبشير.